# Irrigation du Littoral Ouest

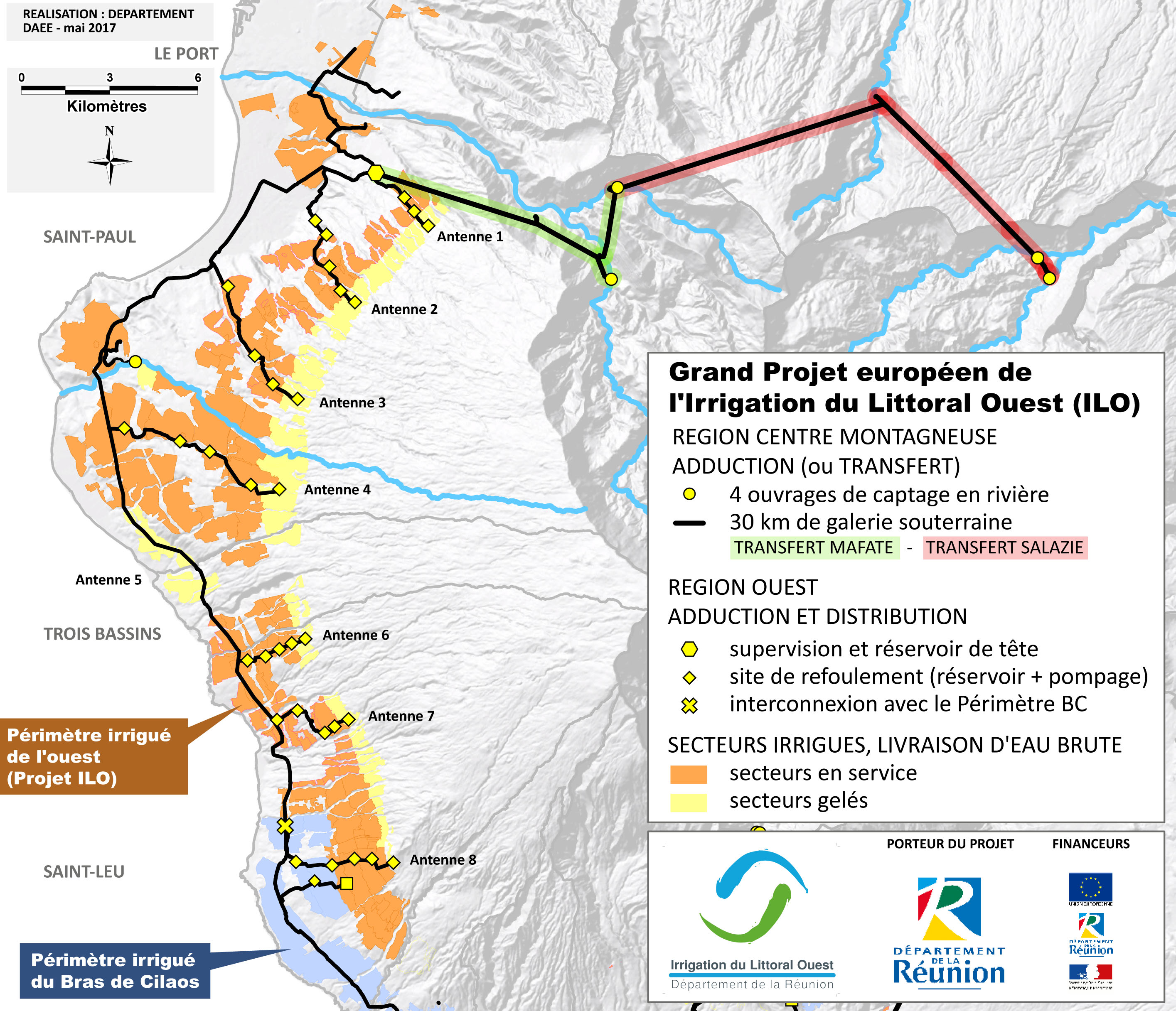
Carte schématique du périmètre hydro-agricole, infrastructure résultant du projet ILO.

 (mai 2017).
Les informations dans cet article sont mal organisées, redondantes, ou il existe des sections bien trop longues. Structurez-le ou soumettez des propositions en page de discussion.
Avec le temps, il arrive que le contenu présent dans un article devienne désordonné. Il est souvent nécessaire de réorganiser l'article de fond en comble.
- Il faut tout d’abord répartir le contenu de l'article en plusieurs sections. Les informations doivent ensuite être exposées clairement et le plus synthétiquement possible, regroupées par sujet afin d'éviter les doublons. Quelqu'un cherchant une information précise doit pouvoir la trouver rapidement en lisant la section appropriée.
- À l'intérieur de chaque section, le texte, souvent initialement sous la forme de phrases éparses, doit être regroupé dans des paragraphes de quelques lignes, en assurant un enchaînement logique et une cohérence entre les phrases.
- Lorsque l'article ou l'une de ses sections développe trop longuement un point qui n'est pas dans le cœur du sujet traité, il convient de faire une synthèse et de transférer l'ancien contenu dans des articles plus appropriés (en cas de transfert, il faut impérativement respecter la procédure Aide:Scission).

Si vous pensez que ces points ont été résolus, vous pouvez retirer ce bandeau et améliorer le plan d'un autre article.
L'irrigation du Littoral Ouest (ILO) est le nom donné à un grand projet d'infrastructure européen cofinancé par l'Union européenne, l'État français et la collectivité territoriale du département de La Réunion.
La programmation, la conception et le suivi des travaux sont pilotés par le département (maître d'ouvrage) avec le soutien de l'État (conducteur d'opération jusqu'en 2011) pour la réalisation d'un périmètre hydro-agricole dont l'objectif principal est l'irrigation des terres agricoles des cinq communes de l'ouest de l'île de La Réunion, du littoral jusqu'à une altitude de 660 m NGR. Une possibilité d'extension haute des secteurs irrigués jusqu'à 800 m d'altitude est évoquée dans la notice du projet d'intérêt général. Cette infrastructure hydraulique a également pour vocation la sécurisation des ressources en eau des communes pour leur distribution d'eau potable, le soutien aux entreprises non-agricoles et la protection des nappes phréatiques du littoral, avec notamment la recharge de la nappe associée à la rivière des Galets.

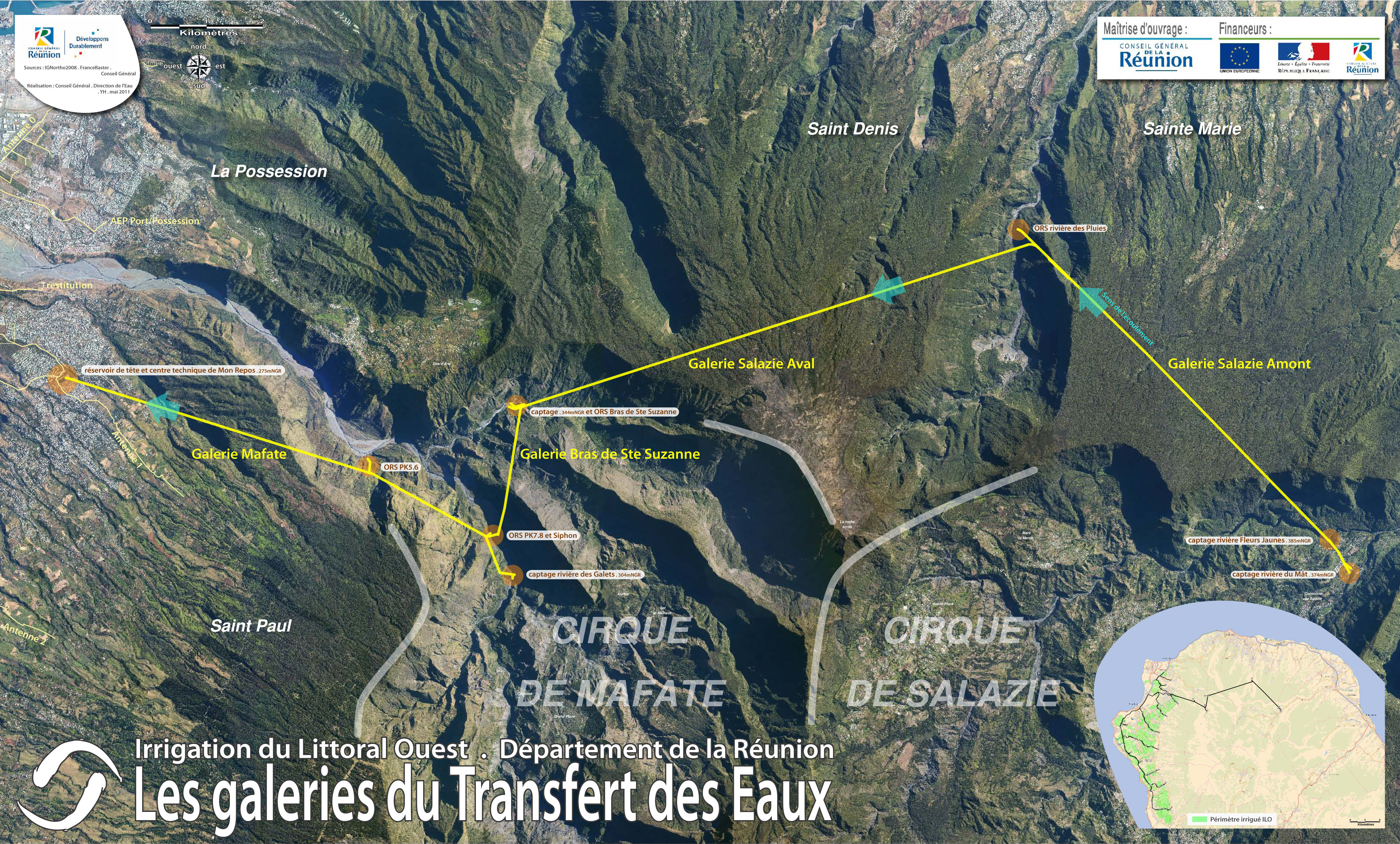
Tracé des galeries souterraines du transfert des eaux.

Localement, il est commun d'appeler, notamment dans les journaux, « basculement des eaux » ou « transfert des eaux est-ouest » la partie la plus complexe des travaux, à savoir la réalisation d'ouvrages de captage des eaux des quatre rivières pérennes des cirques de montagne de Salazie et de Mafate ainsi que les trente kilomètres de galeries souterraines d'adduction de l'eau sous la montagne, dans le massif basaltique hétérogène du Piton des Neiges jusqu'à Saint-Paul, à proximité de la rive gauche de la rivière des Galets.

## Fonctionnement de l'infrastructure hydraulique
L'infrastructure hydraulique de l'irrigation du Littoral Ouest est constituée de trois grands ensembles fonctionnels,, :
1. le captage et le transfert des eaux sous la montagne vers l'ouest de l'île ;
2. l'adduction de l'eau vers les terres agricoles des cinq communes de l'ouest de l'île ;
3. la distribution de l'eau principalement pour l'irrigation.

### Captage et transfert des eaux sous la montagne vers l'ouest de l'île
L'eau est captée via des seuils mis en place dans les rivières du Mât et de Fleurs Jaunes du cirque de Salazie puis dans la rivière des Galets et le bras Sainte-Suzanne du cirque de Mafate. Ces ouvrages de captage sont blindés afin de résister aux crues particulièrement fortes des rivières marquées par le climat tropical et les épisodes cycloniques ainsi que par le relief montagneux et les dénivelés importants des bassins versants. Ces ouvrages sont équipés chacun d'une passe à poissons et d'un dispositif de débit réservé.
L'adduction de l'eau vers l'ouest est assurée par trente kilomètres de galeries souterraines en écoulement libre et gravitaire à travers le massif de l'ancien volcan appelé Piton des Neiges.

### Adduction de l'eau vers les terres agricoles des 5 communes de l'ouest de l'île
À partir d'un réservoir de tête situé à une altitude d'environ 275 m NGR, deux canalisations en acier appelées « Conduite maîtresse ILO » et « Adduction ILO Antenne 0 », dont les diamètres varient de 1 600 mm à 800 mm, amènent l'eau en écoulement gravitaire sous pression vers un ensemble de huit réservoirs tampons positionnés sur le territoire des communes du Port, de La Possession, de Saint-Paul, de Trois-Bassins et de Saint-Leu.
Ces canalisations assurant l'adduction traversent ainsi un territoire marqué par d'importantes dépressions créées par des rivières et des cours d'eau non-pérennes identifiées comme ravines et talweg. Elles traversent également la zone humide de l'étang de Saint-Paul. Sur l'ensemble de leur linéaire, ces canalisations sont souterraines et pourvues d'équipements hydrauliques en ligne. Elles sont en acier et protégées par une protection cathodique.
Chaque réservoir tampon, alimenté par la conduite maîtresse, est associé, sur un même site, à une station de pompage. Le réservoir et la station constituent ainsi le premier site de refoulement (ou site de refoulement amont) de chacune des huit antennes de refoulement nommées « Antennes ILO ». Les Antennes ILO sont des chaînes de refoulement constituées de quatre ou cinq sites de refoulement (réservoir et station de pompage) et de conduites acier sur le modèle de la « Conduite maîtresse ILO ».

### Distribution de l'eau principalement pour l'irrigation
De part et d'autre des chaînes de refoulement acier appelées « Antennes ILO », un réseau de distribution gravitaire de canalisations en fonte et de bornes d'irrigation assure la distribution et la livraison de l'eau sur les terres agricoles de l'ouest majoritairement cultivées en canne à sucre.

## Histoire de l'irrigation dans l'ouest de l'île

### 150 ans d'agriculture pluviale
Les débuts de l’agriculture de l’Ouest se font sans irrigation. Les cultures s’adaptent au climat et dépendent des pluies. Dès 1646, les premiers habitants cultivent les terres de la zone humide de l’étang de Saint-Paul (tabac, aloès, riz, maïs, blé, légumes, etc.). À partir de 1715, les caféiers sont plantés entre 250 et 400 m d'altitude, là où les pluies sont suffisamment abondantes. Dès le début du XIXe siècle, et pour les mêmes raisons, la canne à sucre est cultivée entre 250 et 800 m, laissant ensuite la place au geranium, entre 800 et 1 100 m d’altitude,.

### XIXesiècle: débuts de l'irrigation dans l'ouest de l'île
(mai 2017).
Du fait de la rareté et de l’irrégularité des pluies dans l’Ouest, l’agriculture évolue peu. Le manque d’eau irrigation dans ce contexte climatique est un frein à une production optimale et à la diversification des cultures. Les faibles rendements des récoltes ne suffisent plus à une population qui augmente.
Dans ce contexte, deux potentialités sont alors exploitées pour trouver de l’eau et améliorer cette situation :
- La ressource en eau de la rivière des Galets, dans la première moitié du XIXe siècle, avec notamment la construction du canal Lemarchand ;
- La ressource en eau de la ravine Saint-Gilles, dans la seconde moitié du XIXe siècle, avec la construction du canal Villèle/Bruniquel, du canal Prune et du canal Jacques.

Ainsi, on note des dates clés sur les progrès réalisés face à cette problématique du manque d'eau :
1787 : Installation par la famille Desbassayns de la première roue hydraulique en aval du Bassin bleu de la ravine Saint-Gilles. Cette pompe aspirante et foulante permet d’acheminer l’eau sur des terres situées 150 m plus haut.
De 1800 à 1830 : Irrigation à partir des eaux de la rivière des Galets. Le canal de la Ravine à Marquet, sur la rive droite, amène l’eau jusqu'à La Possession et dans les bas de Sainte-Thérèse. Sur la rive gauche, le canal Lemarchand irrigue Savanna et les terres du Grand Pourpier.
4 mars 1857 : Frédéric de Villèle, propriétaire de l'ancien domaine Desbassayns, obtient une concession d'eau à prendre dans le bassin Malheur. Le grand canal de Villèle est construit, il se dirige vers l'est - sud-est, la ravine de l'Ermitage et les terres de Bruniquel, dont il prend le nom dans sa partie terminale (canal Bruniquel).
1857 : Le petit canal de Villèle, prenant source en aval du Bassin bleu, dans la ravine Saint-Gilles, irrigue les vergers du lieu-dit Pavillon situé en rive gauche.
1863 : Construction du canal Prune qui dérive une partie de l’eau de la ravine Saint-Gilles en aval du bassin Malheur et irrigue le secteur de Grand-Fond (partie haute).
1872 : Aménagement du canal Jacques qui part de la ravine Saint-Gilles, au niveau du bassin des Trois-Roches (appelé aussi bassin des Aigrettes), et irrigue la partie basse de Grand-Fond.
1960 : L’irrigation du canal Lemarchand est étendue à Cambaie, anciennement décharge publique et carrière pour l’extraction de matériaux de construction. Les 17 parcelles dont la superficie moyenne est de cinq hectares se consacrent à l’élevage, aux cultures fruitières ou légumières et au maïs.
1979 : Émile Hugot, administrateur général des Sucreries de Bourbon, propose un projet d’irrigation des hauts de Saint-Paul par le refoulement de l'eau des sources qui alimentent l'étang. Le projet est abandonné car les risques environnementaux sont importants et le périmètre irrigué trop limité (entre 500 et 600 m d'altitude). Néanmoins, l’idée d’irriguer un vaste espace agricole dans l’Ouest subsiste.
1983 : Le département de La Réunion, le ministère de l’Agriculture et l’ensemble des acteurs du monde agricole étudient les besoins en eau à l’échelle de l’Ouest. Le grand projet européen de l’irrigation du Littoral Ouest est lancé.

## Phases du grand projet de travaux
En 2017, la quasi-totalité de l'irrigation des terres agricoles sous la cote 660 m est en service et les ressources en eau des cirques de Mafate et Salazie sont disponibles.

### Définition des besoins et programmation
L'île de La Réunion, située dans l'océan Indien, est globalement caractérisée par l'abondance de ses ressources en eau du fait d'une très forte pluviométrie. Cependant, l'importante variabilité spatiale des précipitations est à l'origine d'un déficit chronique en eau sur le littoral ouest réunionnais. Malgré tout, les pouvoirs publics ont jugé que ce territoire présentait de fortes potentialités de développement économique, tant sur le plan agricole que sur le plan industriel. Dans la configuration de cette région ouest sèche voire semi-désertique par endroits, l'expansion économique et sociale sur un modèle classique, occidental, était tributaire de la satisfaction des besoins en eau. C'est ainsi qu'en vue de favoriser le développement de cette région, le département de La Réunion lance en 1983 et 1984 les premières études sur le projet de transfert des eaux d'est en ouest en vue de répondre à cette contrainte structurelle incontournable.
Les études préalables ont été réalisées entre 1983 et 1985 et ont permis d’établir plusieurs scénarios possibles de mobilisation des ressources potentielles, parmi lesquels ont été éliminés ceux dont la faisabilité technique s’avérait problématique, ceux dont les coûts d’investissements ou d’exploitation étaient prohibitifs ou dont les conditions de réalisation étaient incompatibles avec un usage agricole de la ressource. La réduction des impacts environnementaux a constitué également un critère de choix de la solution à adopter. La figure ci-après rappelle les différents scénarios envisagés.

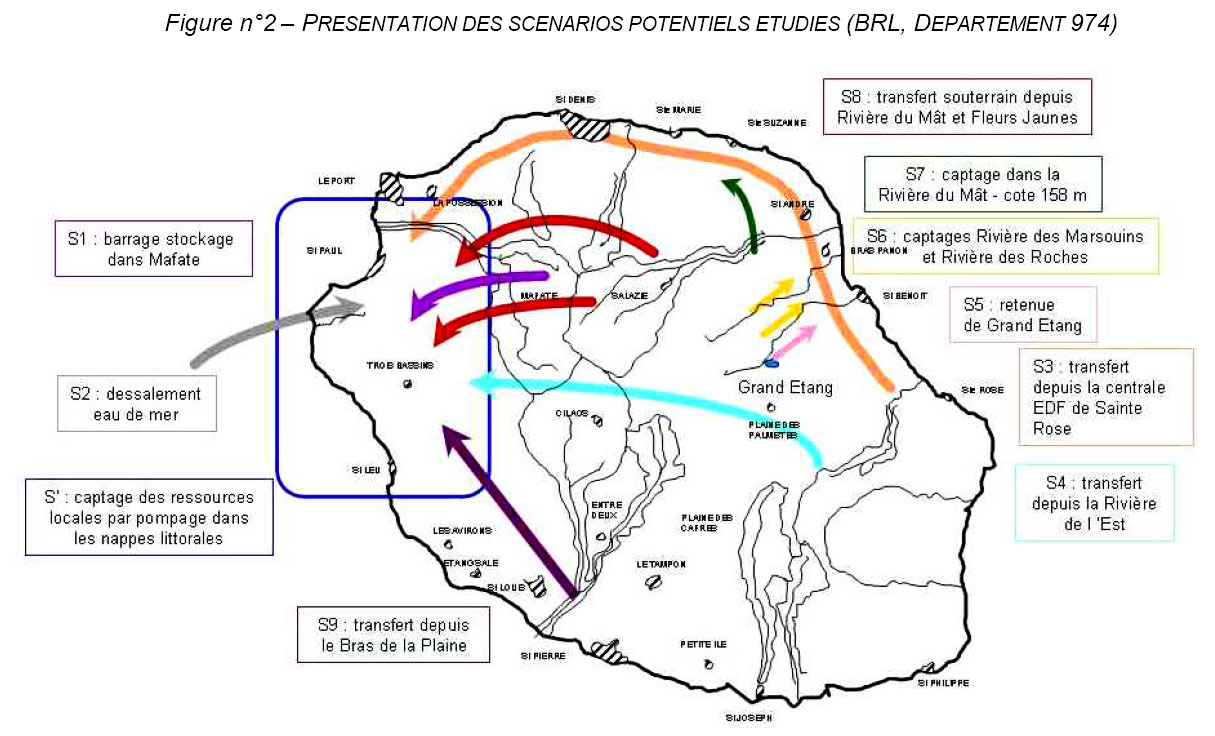
Carte schématique des scénarios potentiels afin de répondre aux besoins en eau de l'ouest de l'île.

L’analyse des différentes possibilités de desserte en eau de la région ouest de la Réunion a conduit à retenir plusieurs variantes qui ont été comparées en termes d’avantages et d’inconvénients sur la base d’une analyse multicritère conduite sous l’égide d’un comité de pilotage. Les variantes ont ainsi été évaluées en fonction de :
- La satisfaction des besoins agricoles et autres qu’agricoles ;
- L’économie et la rentabilité du projet évaluées en fonction des coûts d’investissement et de fonctionnement ;
- Le bilan énergétique de fonctionnement ;
- La fiabilité technique des ouvrages ;
- L’intégration du projet et des ouvrages dans l’environnement.

### Conception
La maîtrise d’œuvre pour le transfert des eaux sous le massif du Piton des Neiges est assurée par le groupement de bureaux d'études BRL · SCP · SECMO. La maîtrise d’œuvre pour l'adduction et la distribution sur la partie ouest de l'île est quant à elle assurée par le groupement de bureaux d'études FEDT · SOGREAH.

### Travaux
Les travaux pour la réalisation de l'infrastructure ILO ont lieu pendant la période allant de 1989 à 2016.
Une coordination environnementale est assurée par le bureau d'étude Biotope de 2003 à 2014,.

## Exploitation du périmètre irrigué en service
L'infrastructure est propriété du département de La Réunion. La maintenance des équipements hydrauliques et la gestion des usagers du périmètre irrigué en service est assurée en 2017, via une délégation de service public, par la société SAPHIR.

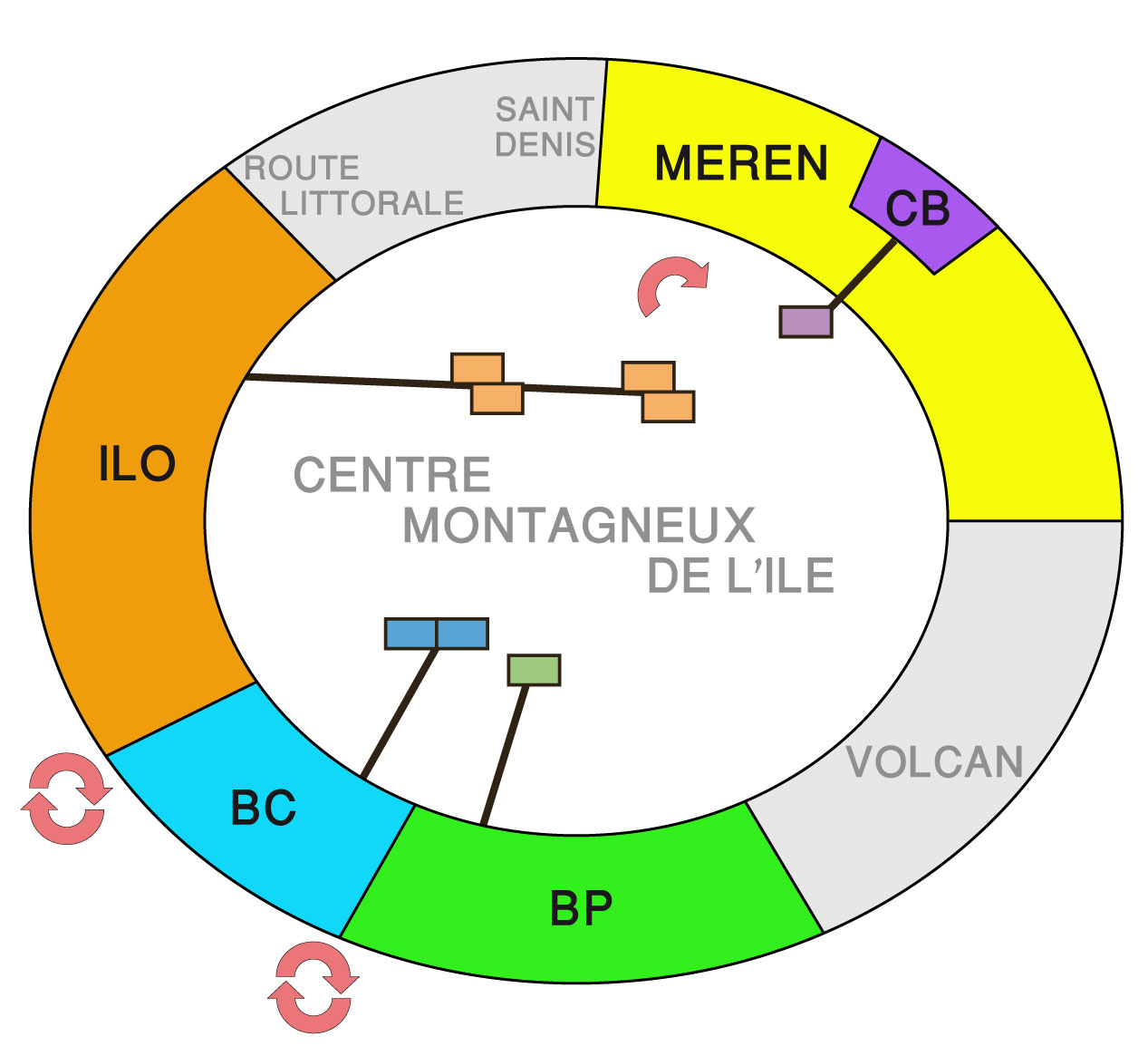
Schéma des principaux périmètres hydro-agricoles (en service et en projet) sur l'île de La Réunion.

Le grand projet ILO constitue le troisième périmètre hydro-agricole réalisé sur l'île après les périmètres irrigués du bras de la Plaine et du bras de Cilaos.